# Cool World (videogioco 1993 SNES)
Cool World è un videogioco a piattaforme e picchiaduro del 1993 tratto dal film Fuga dal mondo dei sogni (1992) e pubblicato per console Super Nintendo Entertainment System dalla Ocean Software.
Il protagonista Frank Harris deve attraversare diversi luoghi a scorrimento multidirezionale, affrontando armato di un pugno allungabile i bizzarri personaggi-cartoni animati detti Doodle. Il pugno può servire anche ad aggrapparsi a piattaforme e sollevarsi. Alcuni brevi livelli sono alla guida di un veicolo.
L'azienda pubblicò anche Cool World (1992) per computer e Cool World (1993) per NES, i quali, sebbene abbiano la stessa ambientazione e copertina molto simile, sono giochi piuttosto differenti.